# The Mississippi Gambler (1953)
The Mississippi Gambler is een Amerikaanse western uit 1953 onder regie van Rudolph Maté. Destijds werd de film in Nederland uitgebracht onder de titel Hartenvrouw.

## Verhaal
Mark Fallon wil eerlijk gokken invoeren op rivierboten. Hij krijgt het aan de stok met Angelique Dureau, omdat hij haar halssnoer wint tijdens een spelletje. Later sluit hij vriendschap met haar vader, maar Angelique zelf veracht hem nog steeds vanwege zijn succes bij het gokken.

## Rolverdeling
| Acteur           | Personage            |
| ---------------- | -------------------- |
| Tyrone Power     | Mark Fallon          |
| Piper Laurie     | Angelique Dureau     |
| Julie Adams      | Ann Conant           |
| John McIntire    | Kansas John Polly    |
| Paul Cavanagh    | Edmond Dureau        |
| John Baer        | Laurent Dureau       |
| Ron Randell      | George Elwood        |
| Ralph Dumke      | F. Montague Caldwell |
| Robert Warwick   | Paul Monet           |
| William Reynolds | Pierre Loyette       |
| Guy Williams     | Andre Brion          |